# Franjo Nonković
Franjo Nonković   (Metković, 25 d'abril de 1935 - 5 de setembre de 2023) fou un waterpolista croat que va competir sota bandera iugoslava durant les dècades de 1950 i 1960.
El 1964 va prendre part en els Jocs Olímpics d'Estiu de Tòquio, on guanyà la medalla de plata en la competició del waterpolo.
En el seu palmarès també destaca una medalla de plata al Campionat d'Europa de waterpolo de 1962, una medalla de plata als Jocs del Mediterrani de 1961 i una d'or a les Universíades de 1961. Entre 1960 i 1964 jugà 97 partits amb la selecció iugoslava.
A nivell de clubs jugà al Jedinstvo de Zadar, al Jug de Dubrovnik, a l'Estrella Roja de Belgrad i al Primorje de Rijeka.